# Of Tides
Of Tides ist ein Musikalbum von Achim Kaufmann und Olie Brice. Die am 8. Dezember 2014 im Veranstaltungsort The Vortex, London, entstandenen Aufnahmen erschienen 2017 auf Babel Records.

## Hintergrund
Das Album Of Tides vereint den Londoner Kontrabassisten Olie Brice und den deutschen Pianisten Achim Kaufmann in einem Duo. Bass und Klavier sind eine ungewöhnliche Kombination für ein Duo, und dieses entstand, nachdem das Paar zunächst ein Trio gebildet hatte, zu dem auch Roger Turner am Schlagzeug gehörte. Der erste Kontakt wurde von Brice angebahnt, nachdem er von der Aufnahme des Pianisten mit dem Bassisten Mark Dresser auf Starmelodics (Nuscope, 2009) beeindruckt war.

## Titelliste
- Olie Brice / Achim Kaufmann: Of Tides (Babel Records BDV16144)

1. Moss Grew in the Cracks 7:50
2. The Rumble of Constant Adjustment 23:24
3. Cogitations 4:52
4. To Heap 14:41
5. Of Tides 9:44

Die Kompositionen stammen von Olie Brice und Achim Kaufmann.

## Rezeption

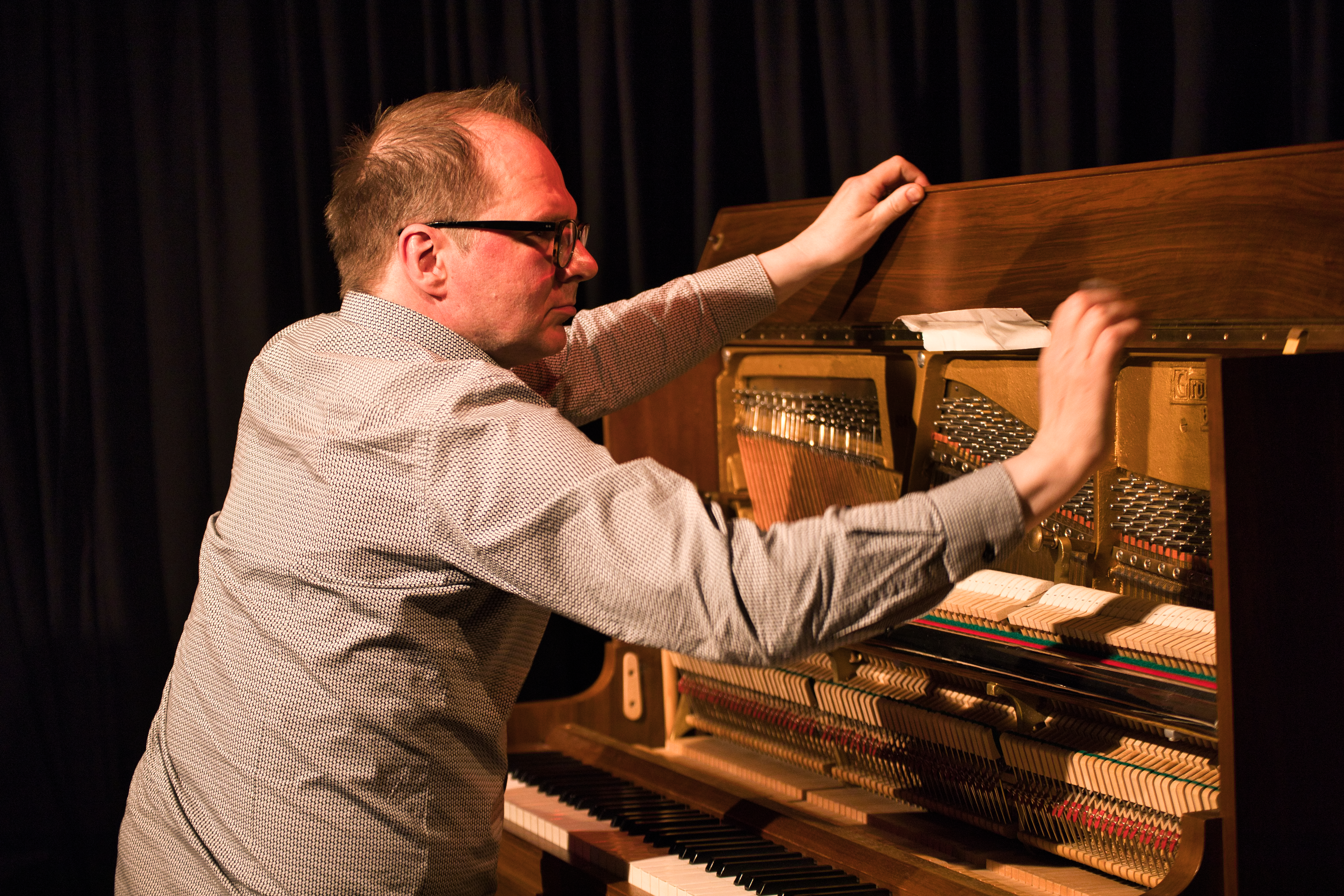
Achim Kaufmann bei einem Konzert im Club W71, Weikersheim 2022

Nach Ansicht von John Eyles, der das Album in All About Jazz rezensierte, habe sich Brices Instinkt, mit Kaufmann spielen zu wollen, als goldrichtig erwiesen, da die beiden viel gemeinsam haben und sehr gut zusammenpassen, da jeder in einer Reihe von Ensembles mitwirkt. Kaufmann würde mit seiner Flexibilität und der Bandbreite seiner Spielarten beeindrucken, die Jazz sowie abstraktes Spielen und Präpariertes Klavier umfassen. Die fünf Stücke böten reichlich Beweise für seine Vielseitigkeit und Fähigkeit, so unterschiedliche Elemente zu einem zusammenhängenden, zufriedenstellenden Ganzen zu verweben. Obwohl improvisiert, dürfte dies Jazz- und Improvisationsfans gleichermaßen ansprechen.
Man sollte bedenken, dass Brice (im Unterschied zu seinen weiteren Projekten) hier ein grundlegend anderes Gebiet betritt und alle vorgefassten Strukturen oder Ideen völlig aufgibt, meint Ian Mann (The Jazz Mann). „Of Tides“ sei auf seine eigene Art unbestreitbar beeindruckend und die lebhaften, interaktiven, spontanen Dialoge des Duos würden viel Freude bieten, aber letztendlich sei es ein Album für Puristen freier Improvisation.